# Унковский, Слободан
Слободан Унковский (макед. Слободан Унковски; родился в 1948 году в Скопье, СФРЮ) — северомакедонский театральный режиссёр, бывший министр культуры (1996—1998).

## Образование
Слободан Унковский окончил Академию театра, кино, радио и телевидения в Белграде в 1971 году.

## Карьера
- В 1971—1981 гг. был директором и художественным руководителем драматического театра в Скопье.
- 1983—1987 гг. — доцент на факультете драматического искусства в Университете в Скопье.
- С 1987 по 1988 год преподавал режиссуру в Университете Нью-Йорка.
- С 1988 по 1989 год преподавал актёрское и режиссерское искусство в Гарвардском университете.
- В 1990-х годах работал в американском репертуарном театре в Кембридже (США) и Национальном театре в Афинах.
- С 1996 по 1998 год занимал должность министра культуры в правительстве Бранко Црвенковского.

В настоящее время преподаёт театральную режиссуру на факультете драматического искусства Университета в Скопье.

## Награды
- Орден «За заслуги перед Республикой Северная Македония» (26 января 2024 года, Северная Македония)[2].